# Margot Bennett (Schauspielerin)
Margot Bennett (* 19. Februar 1935 in Woodmere, New York als Muriel Eisenberg) ist eine US-amerikanische Schauspielerin und PR-Agentin.

## Leben
Muriel Eisenberg wurde 1935 in Woodmere geboren. Sie studierte an der School of Drama der Carnegie Mellon University. Sie absolvierte auch eine Tanzausbildung an der Katherine Dunham School of Dance and Theatre in New York City. Bereits während ihrer Ausbildung trat sie in ersten Theaterproduktionen auf.
Ab Mitte der 1960er Jahre folgten erste Auftritte in Film und Fernsehen.
Von 1960 bis 1968 war sie mit dem Schauspieler Keir Dullea verheiratet. Die Ehe endete durch Scheidung. Ab 1969 war sie mit dem Schauspieler Malcolm McDowell liiert. Das Paar heiratete 1975, ließ sich aber 1980 scheiden, nachdem McDowell eine Beziehung mit der Schauspielerin Mary Steenburgen begonnen hatte.
Bennett hörte in den 1970er Jahren mit der Schauspielerei auf und arbeitete seither als PR-Agentin, unter anderem für Paramount Pictures.

## Filmografie (Auswahl)
- 1964: Preston & Preston (The Defenders, Fernsehserie, 1 Folge)
- 1965: Who Killed Teddy Bear
- 1973: Der Erfolgreiche (O Lucky Man!)

## Theater (Auswahl)
- 1963: The Irregular Verb to Love (Ethel Barrymore Theatre)